# Abebe Dinkesa
Abebe Dinkesa Negera, né le 6 mars 1984 près d'Ambo, est un athlète éthiopien, spécialiste des courses de fond.

## Biographie
Il remporte la course de montagne du Ranch Obudu en établissant le record de l'ancien parcours à 41 min 45 s lors de sa première participation. Il décroche par la suite deux titres de champion d'Afrique de course en montagne.

## Palmarès
| Date | Compétition                            | Lieu           | Résultat | Épreuve       |
| ---- | -------------------------------------- | -------------- | -------- | ------------- |
| 2004 | Championnats d'Afrique                 | Brazzaville    | 2e       | 10 000 m      |
| 2004 | Championnats du monde de semi-marathon | New Delhi      | 10e      | Semi-marathon |
| 2005 | Championnats du monde de cross         | Saint-Galmier  | 4e       | Individuel    |
| 2005 | Championnats du monde de cross         | Saint-Galmier  | 1er      | Par équipes   |
| 2005 | Championnats du monde                  | Helsinki       | 7e       | 10 000 m      |
| 2005 | Championnats du monde de semi-marathon | Edmonton       | 5e       | Semi-marathon |
| 2006 | Championnats d'Afrique                 | Bambous        | 3e       | 10 000 m      |
| 2008 | Championnats du monde de semi-marathon | Rio de Janeiro | 7e       | Semi-marathon |

### Course en montagne
| no  | masculin           | Course                                       | Longueur | Départ           | Temps          |
| --- | ------------------ | -------------------------------------------- | -------- | ---------------- | -------------- |
| 1re | Médaille d'or      | Course de montagne du Ranch Obudu            | 11 km    | 29 novembre 2008 | 41 min 45 s    |
| 3e  | Médaille de bronze | Championnats d'Afrique de course en montagne | 11 km    | 28 novembre 2009 | 42 min 35 s    |
| 1re | Médaille d'or      | Championnats d'Afrique de course en montagne | 11 km    | 28 novembre 2010 | 42 min 21 s    |
| 1re | Médaille d'or      | Championnats d'Afrique de course en montagne | 12,6 km  | 17 novembre 2012 | 1 h 1 min 58 s |

## Records
| Épreuve       | Performance     | Lieu      | Date              |
| ------------- | --------------- | --------- | ----------------- |
| 5 000 m       | 12 min 55 s 58  | Paris     | 1er juillet 2005  |
| 10 000 m      | 26 min 30 s 74  | Hengelo   | 29 mai 2005       |
| Semi-marathon | 1 h 00 min 03 s | Rotterdam | 14 septembre 2008 |